# Germi (album)
Germi, pubblicato nel 1995 dalla Vox Pop, è il quarto album del gruppo rock Afterhours.

## Il disco
Si tratta del primo album della band milanese cantato in lingua italiana. Alcune canzoni sono traduzioni e riadattamenti di precedenti versioni cantate in inglese e pubblicate nei due dischi precedenti: During Christine's Sleep (1990) e Pop Kills Your Soul (1993).
La casa discografica Vox Pop chiuse i battenti poco dopo la pubblicazione del disco e il gruppo si trasferì alla Mescal.
La cover di Mio fratello è figlio unico è stata inserita, prima dell'uscita del disco, in una compilation voluta da Arezzo Wave per celebrare Rino Gaetano. Questa cover, completamente stravolta, è il primo esperimento in italiano del gruppo; infatti Manuel Agnelli ha rielaborato il testo della canzone sperimentando per la prima volta la tecnica del cut-up.
La canzone Dentro Marilyn (traduzione di Inside Marilyn three times da During Christine's Sleep) è stata reinterpretata da Mina con il titolo Tre volte dentro me e inserita nel suo album Leggera (1997).
La copertina del disco è opera di Barbara Forni, David Serni e Miguel Morales.

## Stile
L'album contiene i fondamenti della "filosofia" degli Afterhours: melodia e rumore, cut-up nei testi, sperimentazione pop ed ironia, maggiormente apprezzata dal pubblico italiano grazie al cambio di lingua. Si tratta di un disco esuberante, composto da brani devastanti e surreali, come la title track Germi o Siete proprio dei pulcini, e da altri brani intensi come Strategie e Dentro Marilyn. Le sonorità sfuggono a una catalogazione classica, essendo caratterizzate da una follia raramente rintracciabile all'interno di un preciso quadro musicale.

## Tracce
Testi di Manuel Agnelli, eccetto per la traccia 13.
1. Nadir – 1:09 (musica: D. Rossi)
2. Germi – 2:36 (musica: A. Zerilli, G. Prette, M. Agnelli, X. Iriondo)
3. Plastilina – 4:05 (musica: A. Zerilli, G. Prette, M. Agnelli, X. Iriondo)
4. Dentro Marilyn (traduzione di Inside Marilyn three times da During Christine's Sleep) – 5:46 (musica: M. Agnelli)
5. Siete proprio dei pulcini – 2:46 (musica: A. Zerilli, G. Prette, M. Agnelli, X. Iriondo)
6. Giovane coglione – 2:31 (musica: M. Agnelli)
7. Ossigeno (traduzione di Oxygen da Pop kills your soul) – 5:00 (musica: M. Agnelli)
8. Ho tutto in testa ma non riesco a dirlo – 2:38 (musica: A. Zerilli, G. Prette, M. Agnelli, X. Iriondo)
9. Strategie – 4:03 (musica: M. Agnelli)
10. Vieni dentro (traduzione di Come inside da Pop kills your soul) – 4:08 (musica: M. Agnelli)
11. Posso avere il tuo deserto? – 4:31 (musica: A. Zerilli, G. Prette, M. Agnelli, X. Iriondo)
12. Pop (una canzone pop) (traduzione di Pop kills your soul da Pop kills your soul) – 3:58 (musica: M. Agnelli)
13. Mio fratello è figlio unico (cover dell'omonima canzone di Rino Gaetano) – 4:09 (R. Gaetano)
14. Porno quando non sei intorno – 3:02 (musica: M. Agnelli, X. Iriondo)

## Formazione

### Gruppo
- Manuel Agnelli - voce, chitarre, percussioni
- Xabier Iriondo - chitarre, feedback + noise, choppervox
- Alessandro Zerilli - basso, cori + thc
- Giorgio Prette - batteria, percussioni
- Davide Rossi - violino, violectra in Nadir, Germi, Plastilina, Dentro Marilyn, Ho tutto in testa ma non riesco a dirlo

## Singoli/Videoclip
- 1995 - Dentro Marilyn (promo e videoclip)
- 1995 - Nadir/Germi (videoclip)
- 1995 - Ossigeno (videoclip)